# Gheorgheni
Gheorgheni (rumænsk udtale: [ɡe̯orˈɡenʲ]; ungarsk: Gyergyószentmiklós ungarsk udtale: [ˈɟɛrɟoːsɛntmikloːʃ]  ( hør)) er en kommune og by i distriktet Harghita i Rumænien. Byen har 15.884 (2021) indbyggere.
Den ligger i Székely Land, en etnokulturel region i det østlige Transsylvanien. Byen administrerer fire landsbyer:
- Covacipeter / Kovácspéter
- Lacu Roșu / Gyilkostó
- Vargatac / Vargatag
- Visafolio / Visszafolyó

I nærheden ligger to naturområder, Lacul Roșu (den røde sø) og Cheile Bicazului, en smal kløft gennem de østlige del af Karpaterne, der danner grænsen til distriktet  Neamț.

## Historie
Byen har historisk set været en del af Székely Land-regionen Transsylvanien. Den blev første gang nævnt i 1332.  Den tilhørte Kongeriget Ungarn med flere afbrydelser, Det østlige ungarske kongerige og Fyrstendømmet Transsylvanien, administrativt hørte byen til Gyergyószék. Mellem 1867 og 1918 hørte den til Csík amt, i Kongeriget Ungarn. Efter Første Verdenskrig blev den i henhold til Trianon-traktaten fra 1920 en del af Rumænien og hørte til Ciuc. Siden 1940, som følge af Anden Wiener voldgiftskendelse, tilhørte det igen Ungarn. Efter anden verdenskrig blev det en del af Rumænien. Mellem 1952 og 1960 var den en del af Magyar Autonome Region, derefter af den Mureș-Ungariske Autonome Region, indtil den blev afskaffet i 1968. Siden da har kommunen været en del af distriktet Harghita.